# Oda Mahaut
Oda Mahaut (16 octobre 1887 - 19 mai 1955) est une escrimeuse (fleuret) franco-danoise.

## Biographie
Née Oda Johanne Petra Rasmussen à Copenhague en 1887, elle épouse dans les années 1920 le maître d'armes français Léonce Mahaut, prenant ainsi la nationalité française.

## Carrière sportive
Oda Mahaut est affiliée à la salle Mahaut (Copenhague), tenue par le maître d'armes français Léonce Mahaut. En 1926, elle est championne du Danemark en fleuret.
Elle participe aux Jeux olympiques d'été de 1928 pour la France.